# Prix Marcel Thiry
 (avril 2019).
Si vous disposez d'ouvrages ou d'articles de référence ou si vous connaissez des sites web de qualité traitant du thème abordé ici, merci de compléter l'article en donnant les références utiles à sa vérifiabilité et en les liant à la section « Notes et références ».
Le prix Marcel Thiry est un prix littéraire annuel instauré par la ville de Liège, soucieuse d'honorer la mémoire du poète, romancier, essayiste et homme politique Marcel Thiry dont elle conserve la bibliothèque et les archives.
Ce prix annuel, dont le premier lauréat a été récompensé en 2001, récompense alternativement une œuvre poétique (années impaires) et une œuvre romanesque (années paires) déjà éditée. Le prix est doté d'un montant de quelque 2 000 € (2 500 € en 2024 ; 2 125 € en 2025.
Le jury est composé de douze membres désignés par le collège communal de la ville de Liège.

## Liste des lauréats
- 2001 : L'État belge de William Cliff
- 2002 : Derrière la colline de Xavier Hanotte
- 2003 : Approximativement de Rossano Rosi
- 2004 : La Grande Nuit de André-Marcel Adamek
- 2005 : J'arrive à la mer de Karel Logist
- 2006 : Le Rôle de Bart de Eva Kavian
- 2007 : Les Jours de Serge Delaive
- 2008 : Contes carnivores de Bernard Quiriny
- 2009 : Trop tard de Laurent Demoulin
- 2010 : Décidément je t'assassine de Corinne Hoex
- 2011 : Autres Séjours de Jean-Claude Pirotte
- 2012 : Les Étoiles de l'aube de Bernard Gheur
- 2013 : Césarine de nuit de Antoine Wauters
- 2014 : Dans la gueule de la bête de Armel Job
- 2015 : L'Impossible Nudité de Éric Piette
- 2016 : Delia on My Mind de Kenan Görgün
- 2017 : Extraction de la peur de Véronique Daine[3]
- 2018 : Chroniques d'une échappée belle de Luc Baba
- 2019 : Livrés aux géographes de Jacques Vandenschrick
- 2020 : Judas côté jardin de Juan d'Oultremont
- 2021 : Brefs Déluges de Sébastien Févry
- 2022 : Debout dans l'eau de Zoé Derleyn [4],[5]
- 2023 : La Nuit de Neauphle où naître de Louis Adran (pseudonyme d'Alexandre Valassidis)[6]
- 2024 : Ce que le fleuve doit à la plaine de Alain Lallemand[7],[8].